# Townes-Brocks-Syndrom
Das Townes-Brocks-Syndrom ist eine autosomal-dominant vererbte Kombination von Fehlbildungen der Ohren, des Afters und der Daumen. Etwa die Hälfte der Fälle geht auch mit Nierenfehlbildungen einher.

## Verbreitung
Das Syndrom tritt vergleichsweise selten auf, die durchschnittliche Auftretenswahrscheinlichkeit liegt bei ca. 1–9:1.000.000, wobei es in der Mehrzahl der Fälle sporadisch aufgrund einer Neumutation entsteht (hier liegen bisher keine Zahlen vor).

## Ursache
Ursache des Townes-Brocks-Syndroms sind Veränderungen (Mutationen) im Gen (Erbanlage) SALL1 auf Chromosom 16q12.1, die bei ca. 70 von 100 Menschen gefunden werden, die klinisch eindeutig betroffen sind, also die typischen Fehlbildungen zeigen.
Das Townes-Brocks-Syndrom kann gelegentlich mit dem Okihiro-Syndrom verwechselt werden. Es entsteht durch Defekte im ähnlichen Gen SALL4 auf Chromosom 20. Das Syndrom ist gekennzeichnet durch Daumenfehlbildungen (wie beim Townes-Brocks-Syndrom) mit Verkürzungen des Radius in Kombination mit einer Duane-Anomalie. Es können aber auch Ohrfehlbildungen, Nierenfehlbildungen und eine Analatresie vorliegen.
Eine andere Verwechslungsmöglichkeit ist die sogenannte VACTERL-Assoziation, eine Kombination von Wirbel(säulen)defekten, Analatresie, Herzfehler, Fehlbildungen von Speise- und Luftröhre, Nieren und Gliedmaßen. Die Ursache dieser Kombination ist bisher unbekannt.

## Symptome
Charakteristisch ist eine Kombination von Ohrfehlbildungen, Analatresie und Daumenfehlbildungen (dreigliedrige Daumen, überzählige Daumen, jedoch keine Verkürzung der Speiche). Es kommen in ca. 50 % Nierenfehlbildungen und gleich häufig Nierenfunktionsstörungen (auch bei nicht fehlgebildeten Nieren) vor bis hin zum Nierenversagen. Schwerhörigkeit ist häufig (ca. 80 %), Herzfehler sind nicht selten (ca. 25 %, bei der häufigsten Mutation R276X sogar 50 %). Einige betroffene Kinder sind entwicklungsverzögert oder haben Verhaltensauffälligkeiten (<10 %). Gelegentlich liegen Gesichtsasymmetrien vor.

## Prognose
Die Lebenserwartung von Menschen mit Townes-Brocks-Syndrom ist dann nicht herabgesetzt, wenn keine schweren Beeinträchtigungen von Nieren und Herz vorliegen. Etwa 50 % der erstmals in einer Familie aufgetretenen Erkrankungen (sog. sporadische Fälle) werden durch einen einzigen Gendefekt, die R276X-Mutation, verursacht. Diese scheint mit einer niedrigeren Überlebenswahrscheinlichkeit einherzugehen, weil bisher nur eine einzige Familie bekannt ist, bei der diese Mutation in zwei Generationen auftrat, während das bei anderen Mutationen häufig vorkommt.
Äußerst wichtig ist die Überwachung der Nierenfunktion. Bei vielen Betroffenen kann eine Dialysebehandlung und eine Nierentransplantation im Erwachsenenalter notwendig werden. Beim Verdacht auf Townes-Brocks-Syndrom sollte frühzeitig ein Hörtest gemacht werden. Therapeutisch sind weiter von Bedeutung die Korrektur des Herzfehlers sowie Korrekturen der Fehlbildungen der Extremitäten.